# Serguéi Lagutín
Serguéi Lagutín (Fargona, 14 de enero de 1981) es un ciclista uzbeko con nacionalidad rusa.
Las múltiples lesiones durante su carrera le han privado de ser una de las grandes estrellas del ciclismo actual.
Serguéi Lagutín es un corredor polivalente que destaca en la montaña. Este corredor es más conocido con el apodo Lagutas Matador. Este apodo procede de su actitud atacante en etapas de media montaña

## Biografía
En 2003 se convirtió en campeón del Campeonato del Mundo de Ruta sub-23. 
Representó a Uzbekistán en la carrera de ruta de los hombres en los Juegos Olímpicos de Atenas 2004. En 2005, él capturó el campeonato nacional de Uzbekistán tanto en ruta como en contrarreloj. En junio de 2006, que corría para el equipo Navigators Insurance, consiguió la recuperación de su título nacional de ciclismo en ruta. 
En noviembre de 2013, Lagutín anunció que había firmado para el equipo RusVelo para la temporada 2014, tras cinco años en Vacansoleil, y también que iba a montar bajo una licencia rusa en lugar de para Uzbekistán. 
En septiembre de 2014 regresó al UCI ProTeam de la mano del equipo Katusha por dos años. Con este conjunto de casa, consiguió su primera victoria en una grande al vencer en la 8.ª etapa de la Vuelta a España 2016 con final en el Alto de La Camperona.

## Palmarés
| 2003 (como amateur) - La Roue Tourangelle - Campeonato Mundial en Ruta sub-23 - 2.º en el Campeonato de Uzbekistán en Ruta - 2.º en el Campeonato de Uzbekistán Contrarreloj 2004 - Campeonato de Uzbekistán Contrarreloj - 2.º en el Campeonato de Uzbekistán en Ruta 2005 - Campeonato de Uzbekistán Contrarreloj - Campeonato de Uzbekistán en Ruta - Campeonato de Flandes 2006 - 2.º en el Campeonato de Uzbekistán Contrarreloj - Campeonato de Uzbekistán en Ruta - 1 etapa del Tour de Beauce 2007 - 1 etapa de la Vuelta a Renania-Palatinado 2008 - Campeonato de Uzbekistán en Ruta - Tour de Corea-Japón, más 1 etapa - 2.º en el Campeonato de Uzbekistán Contrarreloj | 2009 - Campeonato de Uzbekistán en Ruta 2010 - Campeonato de Uzbekistán en Ruta 2011 - Campeonato de Uzbekistán en Ruta 2012 - G. P. Kanton Aargau - Campeonato de Uzbekistán en Ruta 2014 - 1 etapa del Gran Premio de Sochi - Mayor Cup - 1 etapa de los Cinco Anillos de Moscú 2015 - 3.º en el Campeonato de Rusia en Ruta 2016 - 3.º en el Campeonato de Rusia en Ruta - 1 etapa de la Vuelta a España |

## Resultados en Grandes Vueltas y Campeonatos del Mundo
Durante su carrera deportiva consiguió los siguientes puestos en las Grandes Vueltas y en los Campeonatos del Mundo en carretera:
| Carrera         | Carrera         | 2004 | 2005 | 2006 | 2007 | 2008 | 2009  | 2010 | 2011 | 2012 | 2013 | 2014 | 2015 | 2016 | 2017  | 2018 |
| --------------- | --------------- | ---- | ---- | ---- | ---- | ---- | ----- | ---- | ---- | ---- | ---- | ---- | ---- | ---- | ----- | ---- |
|                 | Giro de Italia  | —    | —    | —    | —    | —    | —     | —    | 91.º | 32.º | —    | —    | 72.º | —    | 157.º | —    |
|                 | Tour de Francia | —    | —    | —    | —    | —    | —     | —    | —    | —    | 83.º | —    | —    | —    | —     | —    |
|                 | Vuelta a España | —    | —    | —    | —    | —    | 104.º | —    | 15.º | 46.º | —    | —    | —    | 71.º | —     | —    |
| Mundial en Ruta | Mundial en Ruta | Ab.  | 37.º | —    | 44.º | 42.º | —     | —    | —    | —    | —    | —    | 55.º | Ab.  | —     | —    |

—: no participa
Ab.: abandono